# سرمایه‌گذاری مبتنی بر ارزش
سرمایه‌گذاری مبتنی بر ارزش (انگلیسی: Value investing) یا سرمایه‌گذاری ارزش، یک الگوی سرمایه‌گذاری است، که شامل خرید اوراق بهاداری می‌باشد، که در تحلیل بنیادی، کم ارزش به نظر می‌رسد. فلسفه سرمایه‌گذاری مبتنی بر ارزش نخستین بار در سال ۱۹۲۸ توسط بنجامین گراهام و دیوید داد مطرح شد. وارن بافت؛ مدیرعامل شرکت برکشایر هاتاوی، از طرفداران سرمایه‌گذاری مبتنی بر ارزش می‌باشد. بافت اساس سرمایه‌گذاری ارزش را خرید سهام با ارزشی کمتر از ارزش ذاتی آنها می‌داند و در طول ۲۵ سال گذشته تحت تأثیر چارلی مانگر، مفهوم سرمایه‌گذاری مبتنی بر ارزش را توسعه داده‌است.